# 束脩
束脩（そくしゅう）とは、入学・入門の際に弟子・生徒が師匠に対して納めた金銭や飲食物のこと。
「脩」とは、元は干し肉の束10組のことを指し、古代中国において入学・入門時に師匠に謝礼として納めた風習があった（『論語』）。
日本でもこれが取り入れられ、『学令』には大学・国学に入学する学生は師に布一端及び飲食物を束脩として納め、博士と助教2名はこれを3:2:2の割合にて配分した。江戸時代以後においても子供の寺子屋や本格的な学問や芸能などを習う際には入学時に金品や飲食などを納める風習が長く続いた。